# Tratado de Aguas de 1944
El Tratado de Aguas de 1944 (oficialmente Tratado relativo al aprovechamiento de las aguas de los ríos Colorado y Tijuana y del río Bravo desde Fort Quitman, Texas, hasta el Golfo de México entre los Estados Unidos Mexicanos y los Estados Unidos de América) es un acuerdo de cooperación entre los Estados Unidos y México que define la asignación de agua del río Bravo a los Estados Unidos y del río Colorado a México. El acuerdo fue firmado en 1944 como un instrumento de la Comisión Internacional de Límites y Aguas (CILA). El tratado está sujeto a cambios frecuentes, implementados a través del llamado "Proceso de Minutas".
El acuerdo funcionó bien durante 50 años como una herramienta para la resolución pacífica de problemas de gestión del agua transfronteriza. Sin embargo, desde finales del siglo XX, las entregas de agua de México a Estados Unidos han sido insuficientes, generando conflictos que han incluido tensiones diplomáticas y enfrentamientos entre agricultores mexicanos y las autoridades.

## Acuerdo
El acuerdo definió la composición de la Comisión Internacional de Límites y Aguas (CILA), incluyendo su nombre actual y su carácter profesional (tanto el representante de Estados Unidos como el de México deben ser ingenieros). Los objetivos de la Comisión se establecieron de la siguiente manera:
El Tratado de Aguas de 1944 entre México y Estados Unidos establece los siguientes objetivos principales:
Objetivos del Tratado de Aguas de 1944:
- Redistribución transfronteriza del agua del río Colorado y del río Bravo: Este objetivo busca asignar de manera equitativa las aguas de estos ríos internacionales entre México y Estados Unidos, asegurando que ambos países reciban una cantidad justa y previamente acordada para sus necesidades agrícolas, urbanas e industriales.
- Esfuerzos conjuntos para regular y conservar las aguas del río Bravo mediante la construcción de presas y embalses: Ambos países colaboran para construir infraestructura que permita almacenar, regular y administrar eficientemente el agua del río Bravo, especialmente en épocas de sequía o lluvias intensas. Esto incluye proyectos como la construcción de presas binacionales.
- Regulación del río Colorado para preservar las aguas asignadas a México: Se establece un sistema para que México reciba una cantidad fija de agua del río Colorado cada año, independientemente de las fluctuaciones naturales del río, asegurando su disponibilidad en las regiones fronterizas.
- Protección contra inundaciones: El tratado fomenta la cooperación para prevenir y mitigar los daños causados por inundaciones en áreas a lo largo de los ríos compartidos, a través de obras como canales, diques y sistemas de control de avenidas.
- Asignación de las aguas del río Tijuana: Este punto asegura que el agua del río Tijuana también sea dividida equitativamente entre ambos países, considerando las necesidades de las comunidades en Baja California (México) y California (Estados Unidos).
- Construcción de obras hidráulicas conjuntas: Ambos gobiernos se comprometen a trabajar juntos en la planificación y construcción de infraestructura, como presas y sistemas de irrigación, que beneficien a ambos países y optimicen el uso del agua compartida.
- Saneamiento de las aguas de los ríos internacionales: Este objetivo busca mejorar la calidad del agua mediante la cooperación para reducir la contaminación en los ríos compartidos. Se enfoca en proteger la salud pública, conservar la biodiversidad y garantizar el acceso a agua limpia para las comunidades fronterizas.

## Disposiciones
Las asignaciones anuales transfronterizas se definieron de la siguiente manera:
- 350,000 acre-pies (431,550,000 metros cúbicos) de México (por el río Bravo) hacia los EE. UU: México está obligado a entregar una cantidad de 350,000 acre-pies de agua del Río Bravo hacia los Estados Unidos cada año.
- 1,500,000 acre-pies (1,850,220,000 metros cúbicos) de los EE. UU. (por el río Colorado) hacia México' Estados Unidos se compromete a entregar a México 1,500,000 acre-pies de agua del Río Colorado cada año.

Las sequías pueden ser acomodadas con entregas menores que deben ser compensadas dentro del "ciclo" contable de 5 años. Este concepto fue actualizado mediante la Minuta 234 en 1969. Una declaración de "sequía extraordinaria" permite transferir la deuda de 5 años al siguiente intervalo de 5 años. El tratado no definió un procedimiento para tal declaración y no permite transferir la deuda a otro período de 5 años adicional. La deuda acumulada de agua de México se elimina una vez que los embalses detrás de las presas Falcon y Amistad se llenan, y este evento inicia un nuevo ciclo de 5 años.
Para agilizar las negociaciones sobre el tema principal (aguas superficiales), el tema de las aguas subterráneas fue deliberadamente apartado.

### Sistema de Minutas
El artículo 25 del tratado creó un "sistema de minutas", un mecanismo que permite realizar cambios rápidos para adaptarse a las variaciones del flujo de agua, condiciones ambientales y accidentes técnicos. Cada "minuta" es el resultado de negociaciones realizadas por los Comisionados de la CILA. Las minutas se consideran interpretaciones del tratado, no enmiendas al mismo, y por lo tanto no requieren la acción de las legislaturas para entrar en vigor: 
Cada gobierno tiene un plazo de 30 días para objetar; si no hay objeción, una minuta se convierte en un acuerdo vinculante entre los países. 
Gracias al sistema de minutas, el tratado es considerado uno de los acuerdos binacionales más flexibles del mundo.
Desde 2022, el Grupo de Trabajo de Minutas del Río Bravo está compuesto por representantes de la CILA, la Comisión de Calidad Ambiental de Texas, el Departamento de Estado de EE. UU., la rama mexicana de la CILA y la Comisión Nacional del Agua (CONAGUA).

## Asignaciones

### Asignaciones del Río Bravo
De acuerdo con el tratado, los países tienen los siguientes derechos:
México:
- Todas las aguas del río San Juan y del río Alamo.
- La mitad del flujo del canal principal del río Bravo debajo de la presa internacional más al sur.
- Dos tercios de los flujos que llegan al canal principal desde los ríos Conchos, Arroyo de las Vacas, río San Diego, río San Rodrigo, río Escondido, río Salado.
- La mitad de todo otro flujo del canal principal no mencionado anteriormente.

EE. UU.:
- Toda el agua del arroyo Alamito, arroyo Terlingua, río Pecos, manantial Goodenough, río Devils, arroyo San Felipe, arroyo Pinto.
- El tercio restante de los afluentes de donde México recibe dos tercios, como se mencionó anteriormente.
- La mitad restante debajo de la presa internacional de almacenamiento más baja.
- La mitad de los flujos no asignados de otra manera entre Fort Quitman y la presa internacional de almacenamiento más baja.

Una disposición especial asegura que el tercio de EE. UU. del flujo de los tributarios mexicanos:
```
No será menor, como promedio... de 350,000 acre-pies [431,550,000 metros cúbicos] anuales.
[
8
]
```

### Asignaciones del río Colorado
Las asignaciones de agua del río Colorado entre México y Estados Unidos son las siguientes:
México:
- México tiene derecho a recibir anualmente 1,500,000 acre-pies (1,850,220,000 metros cúbicos) de agua del río Colorado.
- Estas entregas se realizan de acuerdo con un cronograma previamente establecido por México, dentro de ciertas limitaciones.
- México también tiene derecho a recibir cualquier otra agua que llegue a los puntos de desviación mexicanos, bajo ciertos acuerdos.

E.E.U.U.:
- Estados Unidos tiene derecho a recibir los excedentes de agua que no sean utilizados por México, según lo estipulado en el tratado.

El Tratado también establece que las variaciones de flujo y las condiciones de sequía se gestionan mediante ajustes en las entregas, lo que permite flexibilidad para enfrentar situaciones climáticas extremas o cambios en la disponibilidad de agua.

## Deudas de agua de México
El primer gran problema con el tratado surgió en el ciclo de 1992-1997: una sequía obligó a México a reducir las entregas. Sin embargo, en ese momento no se declaró la "sequía extraordinaria", por lo que México, aún con deuda, la declaró unilateralmente en 1999 y pospuso las entregas para el siguiente ciclo. Estados Unidos, tras una protesta inicial, aceptó en 2002 trasladar el déficit a otro (tercer) ciclo de 5 años. Estados Unidos afirmó que las obligaciones internacionales tienen la máxima prioridad en el río, y almacenar el agua en los afluentes superiores para su uso doméstico no es aceptable. Para 2004, México había cumplido con el 75% de su deuda.
El ciclo 2020-2025 mostró problemas similares, con México entregando solo un año de agua (400,000 acre-pies (493,200,000 metros cúbicos)) a mediados de 2024. El ciclo anterior, que terminó el 25 de octubre de 2020, también estuvo en déficit hasta que un acuerdo de último minuto (Minuta 325, octubre de 2020) permitió la entrega de agua por parte de México. La Minuta 325 también preveía la firma de un acuerdo para el nuevo ciclo en diciembre de 2023, sin embargo, México se negó a firmar la nueva Minuta debido a la oposición interna en Chihuahua. En cualquier caso, no está claro si México podrá cumplir con sus obligaciones debido a los niveles muy bajos en los embalses de La Boquilla y Francisco I. Madero.